# Mandouri
Mandouri est une petite ville du Togo située à environ 61 km de Dapaong.
Mandouri est le chef-lieu de la préfecture de Kpendjal. Cette ville attire des touristes grâce à sa   réserve de mandouri située à 97km de piste de Dapaong. 